# Luchthaven Ivato
De internationale luchthaven Ivato ligt op 16 kilometer ten noordwesten van Antananarivo, de hoofdstad van Madagaskar. Het is de belangrijkste hub voor Air Madagascar.